# Décès en 1341
Décès
- 1337
- 1338
- 1339
- 1340
- 1341
- 1342
- 1343
- 1344
- 1345

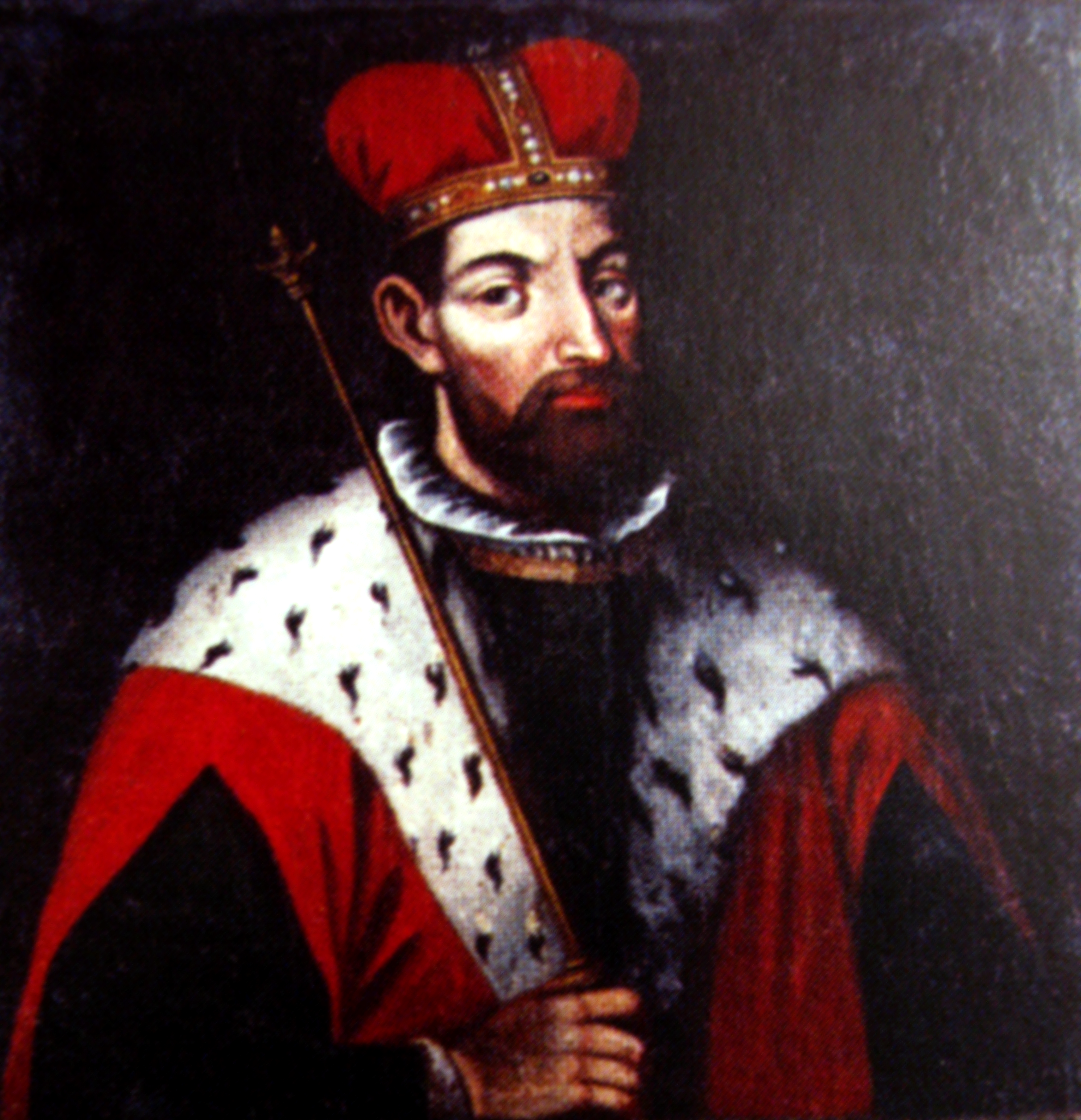
Ghédimin, mort en 1341.

Cette page dresse une liste de personnalités mortes au cours de l'année 1341 :
- 2 mars : Marthe de Danemark, reine de Suède et de Finlande.
- 13 mars : Trojden Ier, duc de Czersk.
- 10 avril : Nanker, évêque de Cracovie, prince-évêque de Breslau.
- 15 avril : Geoffroy Faé, évêque d’Évreux.
- 30 avril : Jean III de Bretagne, dit Jean III le Bon, duc de Bretagne et comte de Richmond.
- 31 mai : Siger de Courtrai, grammairien et philosophe du langage de l'école des Modistes.
- 11 juin : Bolko II de Ziębice, duc de Ziębice.
- 15 juin : Andronic III Paléologue, empereur byzantin.
- 19 juin : Julienne Falconieri, religieuse italienne, fondatrice des Sœurs et des Moniales de l'Ordre des Servites de Marie.
- juillet : Bernard de Farges, évêque d'Agen, archevêque de Rouen puis de Narbonne.
- 9 août : Éléonore d'Anjou,  reine de Sicile.
- 6 octobre : Marie de France, fille du roi de France Charles IV.
- 7 octobre : Elzéar de Villeneuve, évêque de Digne.
- décembre : Gediminas, grand-duc de Lituanie.
- 4 décembre : Janisław, archevêque de Gniezno.

- Dietrich von Altenburg, 19e Grand maître de l'ordre Teutonique.
- Jean Bernier, magistrat, prévôt de Valenciennes et Grand Bailli du Comté de Hainaut.
- Giacomo Colonna, évêque de Lombez.
- Léon V d'Arménie, roi d'Arménie.
- Louis Ier de Bourbon, prince de sang royal français, comte de Clermont-en-Beauvaisis, sire, puis duc de Bourbon et comte de La Marche.
- Ghédimin, grand-duc de Lituanie.
- Mladen II Šubić, ban de Bosnie, de Dalmatie et de Croatie.
- Nijō Morotada, régent kampaku.
- An-Nâsir Muhammad ben Qalâ'ûn, sultan mamelouk bahrite d’Égypte.
- Özbeg, prince mongol de la Horde d'or qui règne en tant que khan.
- Niccolò Sanudo,  cinquième duc de Naxos.
- Trần Hiến Tông, empereur du Đại Việt, 6e de la Dynastie Trần.
- Al-Wathiq Ier,  calife abbasside du Caire.

## Crédit d'auteurs
- Cet article est partiellement ou en totalité issu de l'article intitulé « 1341 » (voir la liste des auteurs).